# Cmentarz w Wolicy (Warszawa)
Cmentarz w Wolicy – nieistniejący obecnie cmentarz katolicki leżący w dawnej wsi Wolica. Znajdował się w sąsiedztwie skarpy warszawskiej, pomiędzy obecnymi ulicami Orszady i Kokosową. Nie wiadomo kiedy powstał, ani kto był na nim chowany. Nie wiadomo również kiedy został formalnie zlikwidowany.
Obecnie w jego miejscu znajduje się kościół parafii bł. Edmunda Bojanowskiego.